# Rosja na Zimowych Igrzyskach Olimpijskich 2002
Rosję na Zimowych Igrzyskach Olimpijskich 2002 reprezentowało 151 zawodników. Był to trzeci start Rosji na zimowych igrzyskach olimpijskich.

## Zdobyte medale
| Medal  | Zawodnik | Dyscyplina sportowa  | Konkurencja                          |
| ------ | --- | -------------------- | ------------------------------------ |
| Złoto  | Olga Pylowa | Biathlon             | Sprint kobiet                        |
| Złoto  | Michaił Iwanow | Biegi narciarskie    | 50 km stylem klasycznym mężczyzn     |
| Złoto  | Julija Czepałowa | Biegi narciarskie    | Sprint kobiet                        |
| Złoto  | Aleksiej Jagudin | Łyżwiarstwo figurowe | Soliści                              |
| Złoto  | Jelena Bierieżna Anton Sicharulidze | Skeleton             | Pary sportowe                        |
| Srebro | Julija Czepałowa | Biegi narciarskie    | 10 km stylem klasycznym kobiet       |
| Srebro | Jewgienij Pluszczenko | Łyżwiarstwo figurowe | Soliści                              |
| Srebro | Irina Słucka | Łyżwiarstwo figurowe | Solistki                             |
| Srebro | Irina Łobaczowa Ilja Awierbuch | Łyżwiarstwo figurowe | Pary taneczne                        |
| Brąz   | Wiktor Majgurow | Biathlon             | Bieg indywidualny mężczyzn           |
| Brąz   | Albina Achatowa Swietłana Iszmuratowa Galina Kuklewa Olga Pylowa | Biathlon             | Sztafeta kobiet                      |
| Brąz   | Julija Czepałowa | Biegi narciarskie    | Bieg na 15 km stylem dowolnym kobiet |
| Brąz   | Maksim Afinogienow Ilja Bryzgałow Pawieł Bure Walerij Bure Pawieł Daciuk Siergiej Fiodorow Siergiej Gonczar Darius Kasparaitis Nikołaj Chabibulin Ilja Kowalczuk Aleksiej Kowalow Igor Krawczuk Oleg Kwasza Igor Łarionow Władimir Małachow Daniił Markow Andriej Nikoliszyn Jegor Podomacki Siergiej Samsonow Aleksiej Jaszyn Aleksiej Żamnow | Hokej na lodzie      | Mężczyźni                            |

## Wyniki reprezentantów Rosji

### Biathlon
Mężczyźni
- Siergiej Czepikow

sprint – 8. miejsce
- Wiktor Majgurow

sprint – 7. miejsce
bieg pościgowy – 7. miejsce
bieg indywidualny – 
- Pawieł Rostowcew

sprint – 6. miejsce
bieg pościgowy – 5. miejsce
bieg indywidualny – 6. miejsce
- Siergiej Rożkow

sprint – 51. miejsce
bieg pościgowy – 27. miejsce
bieg indywidualny – 12. miejsce
- Siergiej Rusinow

sprint – 33. miejsce
bieg pościgowy – 31. miejsce
- Wiktor Majgurow
Siergiej Rożkow
Siergiej Czepikow
Pawieł Rostowcew

sztafeta – 4. miejsce
Kobiety
- Albina Achatowa

bieg indywidualny – 10. miejsce
- Anna Bogalij

sprint – 18. miejsce
bieg pościgowy – 19. miejsce
- Swietłana Iszmuratowa

sprint – 19. miejsce
bieg pościgowy – 15. miejsce
bieg indywidualny – 8. miejsce
- Galina Kuklewa

sprint – 6. miejsce
bieg pościgowy – 5. miejsce
- Olga Pylowa

sprint – 8. miejsce
bieg pościgowy – 
bieg indywidualny – 4. miejsce
- Olga Zajcewa

bieg indywidualny – 37. miejsce
- Olga Pylowa
Galina Kuklewa
Swietłana Iszmuratowa
Albina Achatowa

sztafeta – 

### Bobsleje
Mężczyźni
- Jewgienij Popow
Piotr Makarczuk

Dwójki – 15. miejsce
- Aleksandr Zubkow
Dmitrij Stiopuszkin

Dwójki – 18. miejsce
- Jewgienij Popow
Piotr Makarczuk
Siergiej Gołubiew
Dmitrij Stiopuszkin

Czwórki – 8. miejsce
- Aleksandr Zubkow
Aleksiej Sieliwierstow
Filip Jegorow
Aleksiej Andriunin

Czwórki – 16. miejsce
Kobiety
- Wiktoria Tokowaja
Kristina Bader

Dwójki – 8. miejsce

### Biegi narciarskie
Mężczyźni
- Nikołaj Bolszakow

30 km stylem dowolnym – 8. miejsce
- Witalij Dienisow

Sprint – 30. miejsce
15 km stylem klasycznym – 7. miejsce
20 km łączony – 5. miejsce
- Michaił Iwanow

15 km stylem klasycznym – 11. miejsce
50 km stylem klasycznym – 
- Siergiej Krianin

30 km stylem dowolnym – 9. miejsce
50 km stylem klasycznym – 24. miejsce
- Siergiej Nowikow

Sprint – 16. miejsce
15 km stylem klasycznym – 10. miejsce
20 km łączony – 16. miejsce
- Aleksiej Prokurorow

20 km łączony – 28. miejsce
50 km stylem klasycznym – 29. miejsce
- Wasilij Roczew

Sprint – 28. miejsce
15 km stylem klasycznym – 25. miejsce
- Dmitrij Tyszkin

Sprint – 31. miejsce
30 km stylem dowolnym – 30. miejsce
- Władimir Wilisow

20 km łączony – 36. miejsce
30 km stylem dowolnym – 16. miejsce
50 km stylem klasycznym – 15. miejsce
- Siergiej Nowikow
Michaił Iwanow
Witalij Dienisow
Nikołaj Bolszakow

sztafeta – 4. miejsce
Kobiety
- Jelena Buruchina

Sprint – 16. miejsce
15 km stylem dowolnym – 13. miejsce
- Julija Czepałowa

Sprint – 
10 km stylem klasycznym – 
10 km łączony – 4. miejsce
15 km stylem dowolnym – 
30 km stylem klasycznym – 9. miejsce
- Olga Daniłowa

10 km stylem klasycznym – DSQ
10 km łączony – DSQ
30 km stylem klasycznym – DSQ
- Nina Gawriluk

Sprint – 20. miejsce
10 km łączony – 5. miejsce
- Lubow Jegorowa

Sprint – 11. miejsce
10 km stylem klasycznym – 5. miejsce
- Łarisa Łazutina

10 km stylem klasycznym – DSQ
10 km łączony – DSQ
15 km stylem dowolnym – DSQ
30 km stylem klasycznym – DSQ
- Olga Zawjałowa

15 km stylem dowolnym – 11. miejsce
30 km stylem klasycznym – 19. miejsce

### Curling
Kobiety
- Olga Żarkowa, Nkeiruka Jezech, Jana Niekrasowa, Anastazja Skułtan – 1. zwycięstwo, 8. porażek – wynik końcowy – 10. miejsce

### Hokej na lodzie
Mężczyźni
- Maksim Afinogienow, Ilja Bryzgałow, Pawieł Bure, Walerij Bure, Pawieł Daciuk, Siergiej Fiodorow, Siergiej Gonczar, Darius Kasparaitis, Nikołaj Chabibulin, Ilja Kowalczuk, Aleksiej Kowalow, Igor Krawczuk, Oleg Kwasza, Igor Łarionow, Władimir Małachow, Daniił Markow, Andriej Nikoliszyn, Jegor Podomacki, Siergiej Samsonow, Aleksiej Jaszyn, Aleksiej Żamnow –

Kobiety
- Maria Barykina, Jelena Bobrowa, Tatjana Burina, Jelena Białkowska, Tatjana Cariowa, Alona Chomicz, Irina Gaszennikowa, Julija Gładyszewa, Łarisa Miszina, Jekatierina Paszkiewicz, Olga Permiakowa, Kristina Pietrowska, Olga Sawienkowa, Jekatierina Smolencewa, Tatjana Sotnikowa, Żanna Szczelczkowa, Swietłana Terentjewa, Swietłana Triefiłowa, Oksana Trietjakowa – 5. miejsce

### Kombinacja norweska
Mężczyźni
- Aleksiej Barannikow

Gundersen – 23. miejsce
- Aleksiej Cwietkow

Gundersen – 27. miejsce
- Aleksiej Fadiejew

Gundersen – 31. miejsce
- Władimir Łysenin

Gundersen – 35. miejsce
- Aleksiej Fadiejew
Aleksiej Cwietkow
Władimir Łysenin
Aleksiej Barannikow

sztafeta – DNS

### Łyżwiarstwo figurowe
Mężczyźni
- Aleksandr Abt

soliści – 5. miejsce
- Aleksiej Jagudin

soliści – 
- Jewgienij Pluszczenko

soliści – 
Kobiety
- Marija Butyrska

solistki – 6. miejsce
- Irina Słucka

solistki – 
- Wiktorija Wołczkowa

solistki – 9. miejsce
Pary
- Jelena Bierieżna
Anton Sicharulidze

Pary sportowe – 
- Tatjana Tot´mianina
Maksim Marinin

Pary sportowe – 4. miejsce
- Marija Pietrowa
Aleksiej Tichonow

Pary sportowe – 6. miejsce
- Irina Łobaczowa
Ilja Awierbuch

Pary taneczne – 
- Tatjana Nawka
Roman Kostomarow

Pary taneczne – 10. miejsce

### Łyżwiarstwo szybkie
Mężczyźni
- Dmitrij Dorofiejew

500 m – 18. miejsce
- Aleksandr Kibałko

1500 m – 22. miejsce
- Siergiej Klewczenia

500 m – 13. miejsce
1000 m – 9. miejsce
- Jurij Kochaniec

5000 m – 27. miejsce
- Jewgienij Łalenkow

1000 m – 23. miejsce
1500 m – 10. miejsce
- Dmitrij Łobkow

500 m – 11. miejsce
1000 m – 18. miejsce
- Wadim Sajutin

1500 m – 37. miejsce
5000 m – 25. miejsce
- Dmitrij Szepeł

1500 m – 11. miejsce
5000 m – 4. miejsce
10000 m – 6. miejsce
Kobiety
- Warwara Baryszewa

1000 m – 20. miejsce
1500 m – 10. miejsce
3000 m – 14. miejsce
5000 m – 5. miejsce
- Walentina Jakszina

1500 m – 18. miejsce
3000 m – 17. miejsce
5000 m – 11. miejsce
- Swietłana Kajkan

500 m – 10. miejsce
1000 m – 23. miejsce
- Tatjana Trapieznikowa

1500 m – 17. miejsce
3000 m – 15. miejsce
- Swietłana Żurowa

500 m – 7. miejsce
1000 m – 11. miejsce

### Narciarstwo alpejskie
Mężczyźni
- Andriej Filiczkin

zjazd – 41. miejsce
gigant – DNF
supergigant – DNF
kombinacja – 14. miejsce
- Maksim Kiedryn

zjazd – 36. miejsce
kombinacja – DNF
- Siergiej Komarow

zjazd – 44. miejsce
gigant – 40. miejsce
supergigant – DNF
kombinacja – 22. miejsce
- Pawieł Szestakow

zjazd – 43. miejsce
gigant – 32. miejsce
supergigant – 23. miejsce
kombinacja – 18. miejsce
Kobiety
- Warwara Zielenska

zjazd – 21. miejsce
supergigant – 26. miejsce

### Narciarstwo dowolne
Mężczyźni
- Dmitrij Archipow

skoki akrobatyczne – 15. miejsce
- Witalij Głuszczenko

jazda po muldach – 17. miejsce
- Władimir Lebiediew

skoki akrobatyczne – 14. miejsce
- Aleksandr Michajłow

skoki akrobatyczne – 23. miejsce
- Władimir Tiumiencew

jazda po muldach – 27. miejsce
Kobiety
- Marina Czerkasowa

jazda po muldach – 9. miejsce
- Ludmiła Dymczenko

jazda po muldach – 23. miejsce
- Olga Korolowa

skoki akrobatyczne – 4. miejsce
- Olga Łazarienko

jazda po muldach – 22. miejsce
- Natalja Oriechowa

skoki akrobatyczne – 7. miejsce
- Jelena Worona

jazda po muldach – 11. miejsce
- Anna Zukal

skoki akrobatyczne – 6. miejsce

### Saneczkarstwo
Mężczyźni
- Albiert Diemczenko

jedynki – 5. miejsce
- Aleksiej Gorłaczew

jedynki – 21. miejsce
- Wiktor Kneib

jedynki – 20. miejsce
- Danił Czaban
Jewgienij Zykow

dwójki – 13. miejsce
- Michaił Kuzmicz
Jurij Wiesełow

dwójki – 14. miejsce
Kobiety
- Anastasija Antonowa

jedynki – 15. miejsce
- Margarita Klimenko

jedynki – 14. miejsce
- Anastasija Skułkina

jedynki – 27. miejsce

### Short track
Kobiety
- Natalja Dmitrijewa

500 m – 20. miejsce
1000 m – 24. miejsce
1500 m – 21. miejsce
- Nina Jewtiejewa

500 m – 19. miejsce
1000 m – 15. miejsce
1500 m – 5. miejsce

### Skeleton
Mężczyźni
- Konstantin Aładaszwili – 22. miejsce

Kobiety
- Jekatierina Mironowa – 7. miejsce

### Skoki narciarskie
Mężczyźni
- Aleksandr Biełow

Skocznia duża – 50. miejsce
Skocznia normalna – nie zakwalifikował się
- Ildar Fatkullin

Skocznia duża – 35. miejsce
Skocznia normalna – nie zakwalifikował się
- Anton Kaliniczenko

Skocznia duża – nie zakwalifikował się
- Walerij Kobielew

Skocznia duża – 17. miejsce
Skocznia normalna – 29. miejsce
- Aleksiej Siłajew

Skocznia normalna – nie zakwalifikował się

### Snowboard
Kobiety
- Marija Tichwinska

gigant równoległy – 15. miejsce